# Microrregión da Alagoana do Sertão do São Francisco
La Microrregión Alagoana do Sertão do São Francisco está localizada en la Mesorregión del Sertão Alagoano, en el  estado de Alagoas. Es donde está localizada la Hidroeléctrica de Xingó (límite de Alagoas con Sergipe), una de las mayores del nordeste.

## Municipios
- Delmiro Gouveia
- Olho d'Água do Casado
- Piranhas

- Datos: Q2368442